# ボローニャ
ボローニャ（イタリア語: Bologna ( 音声ファイル)）は、イタリア共和国北部にある都市で、その周辺地域を含む人口約39万人の基礎自治体（コムーネ）。エミリア＝ロマーニャ州の州都かつボローニャ県の県都。

## 概要
1088年に創立されたとされる西欧諸国で最古の大学ボローニャ大学（ラテン語名アルマ・マーテル・ストゥディオルム）がある。

### 名称
標準イタリア語以外の言語では以下の名称を持つ。
- エミリア語ボローニャ方言（英語版）
- イタリア語: Bulåggna (ブランニャー)
- ラテン語: Bononia（ボノニア)
- フランス語: Bologne（ボローニュ）

### 重要性
ボローニャはイタリア国内の非常に重要な鉄道・自動車道のハブである。市内のフィエラ地区は展示区域として知られ、モーターショーの Saie、Saiedue、Cersaie、美容化粧分野の Cosmoprof、Lineapelle といった国際展示会が開催されている。ボローニャとその都市圏には、機械、食品、電機の重要な工場、重要なリテールと卸売り貿易業といった部門を抱える。
ボローニャは厳密にはおよそ40万人の人口を抱え、都市圏にはおよそ100万人が暮らす。また、11世紀創立のボローニャ大学には10万人を超える学生がいる。

## 地理

### 地形
アペニン山脈とポー川の間にあるポー川谷に位置する。

### 位置
ボローニャ県の中央部に位置する。ボローニャの市街は、モデナから南東へ38km、フェラーラから南西へ44km、ラヴェンナから西へ69km、フィレンツェから北へ81kmの距離にある。

### 隣接コムーネ
隣接するコムーネは以下の通り。
- アンツォーラ・デッレミーリア
- カルデラーラ・ディ・レーノ
- カザレッキオ・ディ・レーノ
- カステル・マッジョーレ
- カステナーゾ
- グラナローロ・デッレミーリア
- ピアノーロ
- サン・ラッザロ・ディ・サーヴェナ
- サッソ・マルコーニ
- ゾーラ・プレドーザ

### 気候
ケッペンの気候区分では、温暖湿潤気候に区分される。降水量が最も多いのは春と秋で、冬場は日照が少ない一方、夏場は日照が多く降水量が少ない地中海性気候の様相も呈する。夏場は乾燥した暑さが続き、30℃を超える日が多くなる。
| ボローニャ (1971–2000, 極値 1946–)の気候                  | ボローニャ (1971–2000, 極値 1946–)の気候 | ボローニャ (1971–2000, 極値 1946–)の気候 | ボローニャ (1971–2000, 極値 1946–)の気候 | ボローニャ (1971–2000, 極値 1946–)の気候 | ボローニャ (1971–2000, 極値 1946–)の気候 | ボローニャ (1971–2000, 極値 1946–)の気候 | ボローニャ (1971–2000, 極値 1946–)の気候 | ボローニャ (1971–2000, 極値 1946–)の気候 | ボローニャ (1971–2000, 極値 1946–)の気候 | ボローニャ (1971–2000, 極値 1946–)の気候 | ボローニャ (1971–2000, 極値 1946–)の気候 | ボローニャ (1971–2000, 極値 1946–)の気候 | ボローニャ (1971–2000, 極値 1946–)の気候 |
| 月                                                        | 1月                                      | 2月                                      | 3月                                      | 4月                                      | 5月                                      | 6月                                      | 7月                                      | 8月                                      | 9月                                      | 10月                                     | 11月                                     | 12月                                     | 年                                       |
| --------------------------------------------------------- | ---------------------------------------- | ---------------------------------------- | ---------------------------------------- | ---------------------------------------- | ---------------------------------------- | ---------------------------------------- | ---------------------------------------- | ---------------------------------------- | ---------------------------------------- | ---------------------------------------- | ---------------------------------------- | ---------------------------------------- | ---------------------------------------- |
| 最高気温記録 °C （°F）                                    | 20.7 (69.3)                              | 24.9 (76.8)                              | 27.0 (80.6)                              | 30.6 (87.1)                              | 34.9 (94.8)                              | 37.3 (99.1)                              | 39.6 (103.3)                             | 39.7 (103.5)                             | 34.8 (94.6)                              | 29.8 (85.6)                              | 24.0 (75.2)                              | 23.0 (73.4)                              | 39.7 (103.5)                             |
| 平均最高気温 °C （°F）                                    | 6.0 (42.8)                               | 9.0 (48.2)                               | 14.2 (57.6)                              | 17.7 (63.9)                              | 23.0 (73.4)                              | 27.1 (80.8)                              | 30.4 (86.7)                              | 29.8 (85.6)                              | 25.4 (77.7)                              | 18.6 (65.5)                              | 11.1 (52)                                | 6.8 (44.2)                               | 18.3 (64.9)                              |
| 日平均気温 °C （°F）                                      | 2.8 (37)                                 | 5.0 (41)                                 | 9.2 (48.6)                               | 12.5 (54.5)                              | 17.5 (63.5)                              | 21.4 (70.5)                              | 24.4 (75.9)                              | 24.1 (75.4)                              | 20.1 (68.2)                              | 14.4 (57.9)                              | 7.7 (45.9)                               | 3.6 (38.5)                               | 13.6 (56.5)                              |
| 平均最低気温 °C （°F）                                    | −0.5 (31.1)                              | 0.9 (33.6)                               | 4.1 (39.4)                               | 7.4 (45.3)                               | 12.0 (53.6)                              | 15.7 (60.3)                              | 18.5 (65.3)                              | 18.4 (65.1)                              | 14.8 (58.6)                              | 10.1 (50.2)                              | 4.3 (39.7)                               | 0.4 (32.7)                               | 8.8 (47.8)                               |
| 最低気温記録 °C （°F）                                    | −18.8 (−1.8)                             | −14.4 (6.1)                              | −9.7 (14.5)                              | −4.5 (23.9)                              | 0.8 (33.4)                               | 7.0 (44.6)                               | 9.0 (48.2)                               | 9.7 (49.5)                               | 4.5 (40.1)                               | −1.8 (28.8)                              | −9.0 (15.8)                              | −13.4 (7.9)                              | −18.8 (−1.8)                             |
| 降水量 mm （inch）                                        | 34.0 (1.339)                             | 44.3 (1.744)                             | 54.2 (2.134)                             | 74.2 (2.921)                             | 58.0 (2.283)                             | 57.3 (2.256)                             | 40.5 (1.594)                             | 52.5 (2.067)                             | 67.5 (2.657)                             | 72.3 (2.846)                             | 68.0 (2.677)                             | 48.5 (1.909)                             | 671.3 (26.429)                           |
| 平均降水日数 （≥1.0 mm）                                  | 5.9                                      | 5.6                                      | 7.1                                      | 8.2                                      | 8.1                                      | 6.1                                      | 4.2                                      | 5.2                                      | 5.4                                      | 7.1                                      | 6.4                                      | 5.8                                      | 75.1                                     |
| % 湿度                                                    | 83                                       | 78                                       | 70                                       | 71                                       | 69                                       | 68                                       | 65                                       | 66                                       | 69                                       | 76                                       | 84                                       | 84                                       | 74                                       |
| 平均月間日照時間                                          | 77.5                                     | 96.1                                     | 151.9                                    | 174.0                                    | 229.4                                    | 255.0                                    | 291.4                                    | 260.4                                    | 201.0                                    | 148.8                                    | 81.0                                     | 74.4                                     | 2,040.9                                  |
| 出典：Servizio Meteorologico (sun and humidity 1961–1990) |                                          |                                          |                                          |                                          |                                          |                                          |                                          |                                          |                                          |                                          |                                          |                                          |                                          |

### 気候分類・地震分類
ボローニャにおけるイタリアの気候分類 (it) および度日は、zona E, 2259 GGである。
また、イタリアの地震リスク階級 (it) では、zona 3 (sismicità bassa) に分類される。

### 人口

#### 統計
ボローニャの2007年の人口は37万2256人だった。そのうち46.7%が男性、53.3%が女性だった。若年層は人口の12.86%（イタリア平均18.06%）、年金生活者は27.02%（イタリア平均19.94%）だった。平均年齢は51歳（イタリア平均42歳）である。2002年から2007年までの5年間での人口増加率は0%（イタリア平均3.56%）である。最近の出生率は人口1000人に対し8.07人（イタリア平均9.45人）である。
2006年の調査では、人口の91.88%がイタリア人だった。最大の移民グループはルーマニア人とアルバニア人である。その他フィリピン人の多い東アジア系2.82%、バングラデシュ人の多い南アジア系1.39%である。
大ボローニャ都市圏の人口は100万人である。

## 歴史

### 古代
ボローニャの周辺地域では、紀元前9世紀ごろには定住民が暮らすようになった。その文化はヴィッラノーヴァ文化と呼ばれ、紀元前6世紀ころまで続く。「ヴィッラノーヴァ文化」という名称は、19世紀にボローニャ近郊のヴィッラノーヴァ（カステナーゾ市）で発掘調査が行われたことに由来する。紀元前7世紀から紀元前6世紀にかけて、この地域にはエトルリアの影響が及び、住民もウンブリ人からエトルリア人に移り変わった。エトルリア人の時代、町はフェルシナ（Felsina）の名で呼ばれた。
紀元前4世紀、ボローニャとその周辺地域は、ポー川以北からやってきたケルト人（ガリア人）の一部族・ボイイ族によって征服された。短い抗争の期間を経て、ボイイ族はこの地に定着してエトルリア人と混合した。近代の歴史学者はかれらの文化をガリア＝エトルリア文化と呼んでいる。アペニン山麓のモンテ・ビベーレ（モンテレンツィオ町）はその代表的な遺跡である。ボイイ族による支配は、紀元前196年にローマ人によって破られるまで続いた。
ボイイ族をはじめとするガリア人はテラモンの戦い（紀元前225年）でローマ人に大敗を喫し、やむをえずローマ人の影響を受け入れることになった。しかし、ポエニ戦争に際してガリア人はローマに反旗を翻し、アルプスを越えたハンニバルを支援して歩兵を提供した。カルタゴ人の敗北は、ガリア人の自由の終わりでもあった。ローマ人はガリア人の多くの町や村を破壊した（モンテ・ビベーレもこの時に破壊された）。
破壊にした町に代わり、ローマ人によって紀元前189年頃に植民市であるボノニア（Bononia）が建設された。この植民市への移住者の中には、執政官（コンスル）のルキウス・ウァレリウス・フラックスに率いられたラテン人の3000世帯が含まれていた。ガリア人はローマ人の中に吸収されたが、かれらが使っていたケルト語の影響はボローニャ方言の中に残っている。紀元前187年にはアエミリア街道が建設されるとボノニアは交通の要衝となり、フラミニア・ミノール街道によってアレッツォと、アエミリア・アルティナーテ街道によってアクイレイアと結ばれた。
紀元前88年、市はムニキピウム（municipium）となった。市は6つのカルディ（cardi）と8つのデクマニ（decumani、交差する道路）で構成された直線的な街路設計が行われ、これらは今も見分けられる。ローマ帝国時代の都市の人口は、1万2000人ないし3万人であった。最盛期にはイタリア第2の都市にして帝国内でも最重要の都市の一つであり、多種多様な神殿、公共浴場、劇場、アリーナがあった。地理学者ポンポニウス・メラは、ボロニアをイタリア内の裕福な（opulentissimae）5都市に含めた。クラウディウス帝時代に市は火事で損傷したが、ネロが紀元1世紀に再建した。
ローマ帝国の衰亡後、この地はオドアケル、東ゴート王国のテオドリック、東ローマ帝国の支配下に置かれた。ランゴバルド王国の版図に収まると、ランゴバルド人はこの都市を軍事拠点として用いた。774年、フランク王国のカール大帝によってこの都市は占領され、ローマ教皇に寄進された。

### 中世
長い衰退の後、ボローニャは5世紀、ペトロニウス（のちに列聖）が司教を務めた時代に生まれ変わった。ペトロニウスは聖ステファノ教会を建てた。
ローマ帝国衰退後、ボローニャはポー平野にあるラヴェンナ総督府の辺境要塞となり、城壁の列で守られていた。しかし古代ローマ都市の廃墟は囲まれなかった。728年、市はランゴバルド族の王リウトプランドによって攻略され、ランゴバルド王国の一部となった。ゲルマン人征服者たちは聖ステファノの教会複合施設近郊で、アッディツィオーネ・ロンゴバルダと呼ばれる地区をつくった。この地区には786年にカール大帝が滞在した。
11世紀、ボローニャは自由中世コムーネとして再成長を始め、1164年には神聖ローマ皇帝フリードリヒ1世に対抗するロンバルディア同盟へ加わった。1088年、ストゥディオと呼ばれるボローニャ大学が創立された。これが今やヨーロッパ最古の大学となり、イルネリウスのような学者、ダンテ・アリギエーリ、ジョヴァンニ・ボッカッチョ、フランチェスコ・ペトラルカといった学生らを輩出した。12世紀、市の拡大は新たな城壁一列を必要とし、別の物は14世紀に完成した。
1256年、ボローニャは天国法（Legge del Paradiso）を宣伝した。この法律は、公共の資金を利用して封建的農奴廃止と奴隷の解放を訴えていた。当時の市中心部はおよそ180という塔で埋まっていた。この塔は有力者家族によって建てられ、他には有名な公共の大邸宅、教会、修道院・寺院があった。1270年代のボローニャの政治は、ポデスタ （官職名）として仕えていたジェノヴァ出身の政治家・外交官ルケット・ガッティルシオによって支配されていた。当時のイタリア都市の大半同様、ボローニャは教皇派と皇帝派に関係した内部抗争によって引き裂かれていた。この内部抗争は、1274年、皇帝派のランベルタッツィ家の追放が引き金となった。
1294年、人口の多い順に、コルドバ、パリ、ヴェネツィア、フィレンツェ、ミラノに次いで、ボローニャは欧州で第5か第6の大都市で、6万人か7万人の人口があった。1325年のモデナによるザッポリーノの戦いでの激突後、ボローニャは衰退を始め、14世紀初頭にはローマ教皇の保護を依頼していた。1348年、黒死病大流行の最中、市の人口およそ3万人が死んだ。

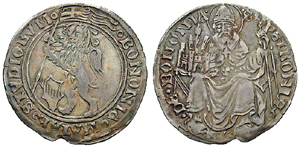
15世紀のベンティヴォーリョ家のグロシュ

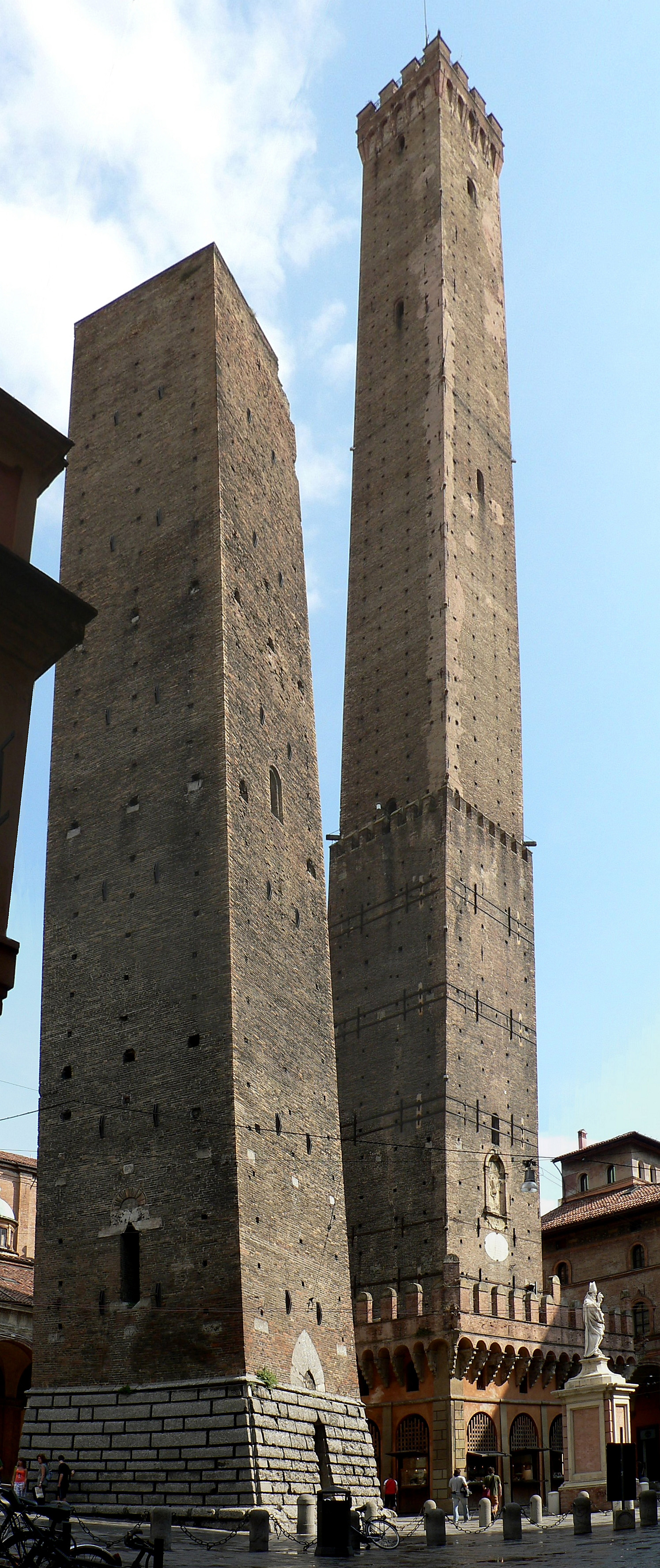
有名なボローニャの塔

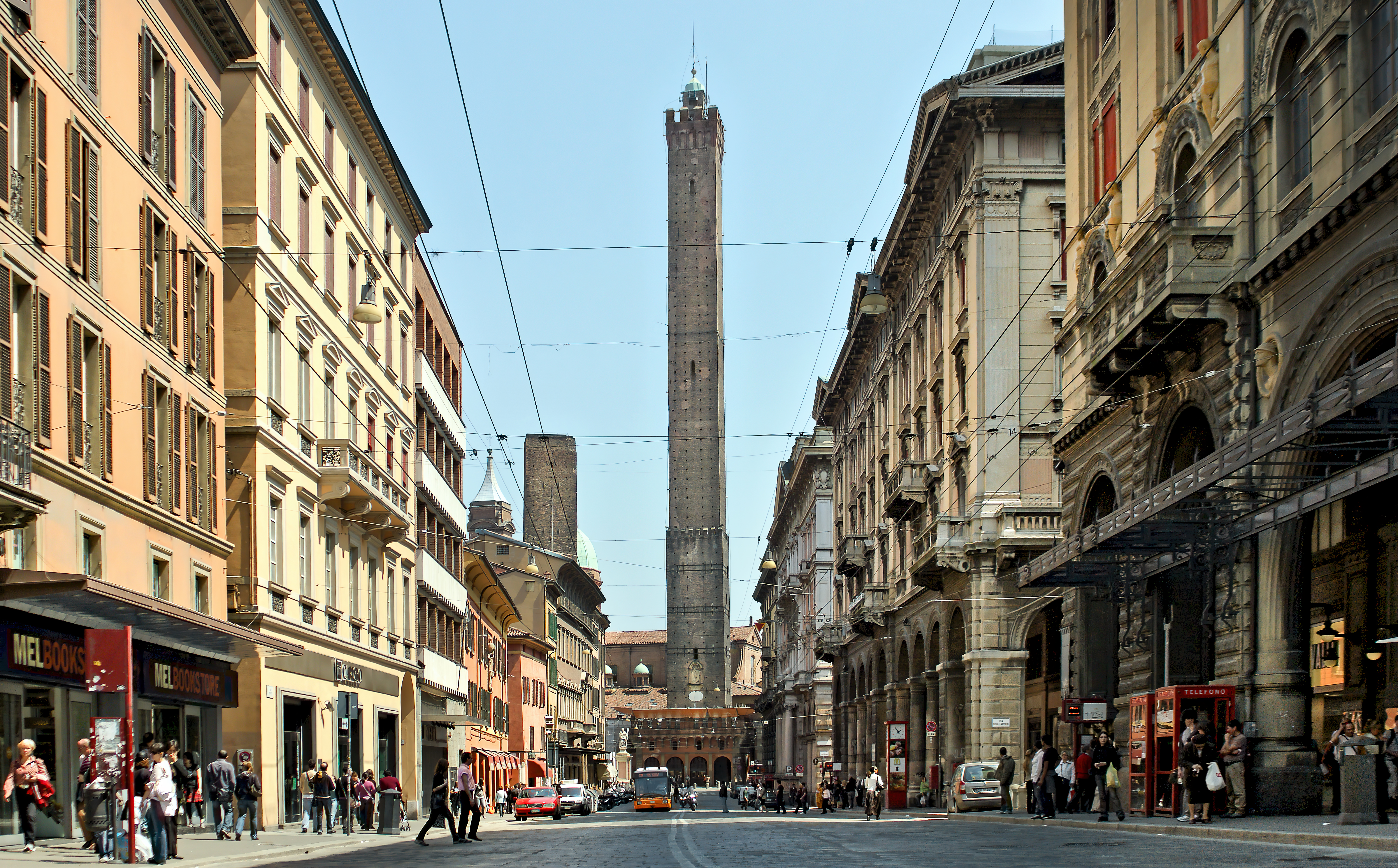
アジネッリ塔

### ルネサンス
タッデオ・ペポリ（治世: 1337年–1347年）による幸福な支配の後、ボローニャはミラノのヴィスコンティ家のものになった。しかし、1360年に枢機卿ジル・デ・アルボルノスの勢力圏だった教皇領へと返還された。続く年月には1377年のような共和制政権の交替が見られた。ボローニャの有力貴族らが互いに血なまぐさい戦いを続けるのに忙しい間、この政権はサン・ペトロニオ大聖堂の建設、メルカンティのロッジア、そして教皇庁またはヴィスコンティ家復古主義者らへの処置に責任を負った。15世紀半ばに、ベンティヴォーリオ家がボローニャ支配権を獲得し、サンテ・ベンティヴォーリオ（治世: 1445年–1462年）、ジョヴァンニ2世・ベンティヴォーリオ（治世: 1462年–1506年）が支配した。この時代は、著名な建築家や画家が存在し、彼らがボローニャを真の芸術都市にした、繁栄の時代だった。ルネサンス時代、ボローニャは、秀でた女性であればどんな専門的職業にも就けた唯一のイタリア都市だった。ボローニャの女性はイタリア他都市の女性に比べて大きな自由を持っていた。一部の女性は、大学で単位を得る機会すら持っていた。
ジョヴァンニ2世の治世が1506年で終わると、ローマ教皇ユリウス2世軍はボローニャを包囲し、自分の宮殿用にと芸術作品を略奪した。この頃から、ボローニャは教皇領の一部になり、枢機卿に支配され、毎回2ヶ月間選出されるゴンファロニエーレ（gonfaloniere、裁判官）が議員となり、8人の長老コンスルがそれを補助した。1530年、サン・ペトロニオ大聖堂正面で、神聖ローマ皇帝カール5世が教皇クレメンス7世によって戴冠した。
16世紀終わりにペスト流行があり人口を7万2000人から5万9000人へ減らし、1630年には4万7000人だったが、市の繁栄は続いた。人口はのちに回復し、6万人から6万5000人で固定された。1564年、大学の所在地であるアルキジンナジオ館に沿ってネットゥーノ広場とバンキ広場が建設された。教皇領時代の支配は多くの教会やその他の宗教施設が建設され、古いものが修繕された。ボローニャには96箇所の修道院があり、これはどのイタリア他都市よりも多かった。この時代にボローニャで活躍した芸術家らは、アンニーバレ・カラッチ、ドメニキーノ、グエルチーノといったヨーロッパに高名をとどろかせた者らを含むボローニャ派を形成した。

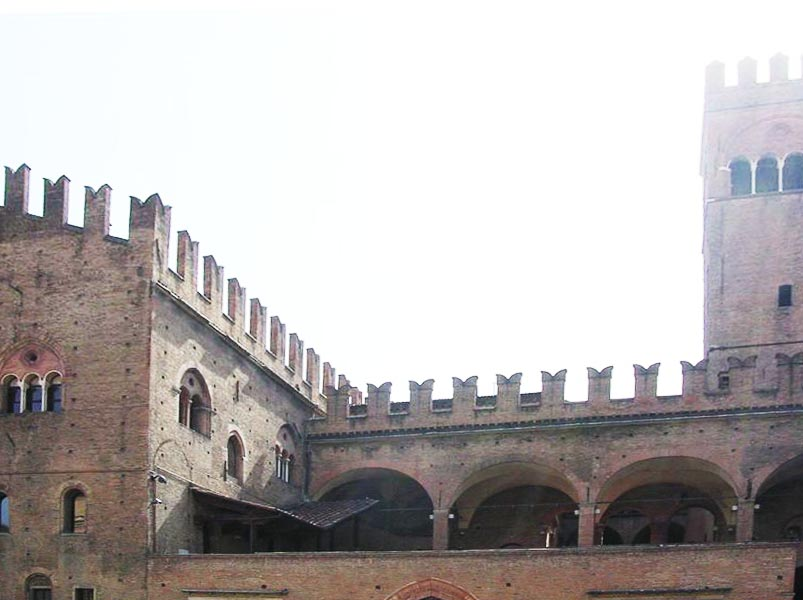
エンツォ王の宮殿

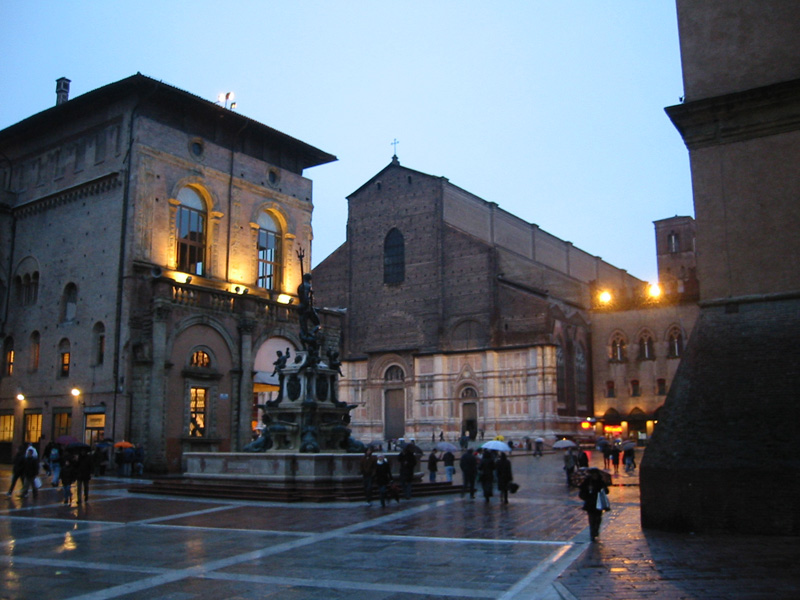
ネットゥーノ広場、背後にマッジョーレ広場

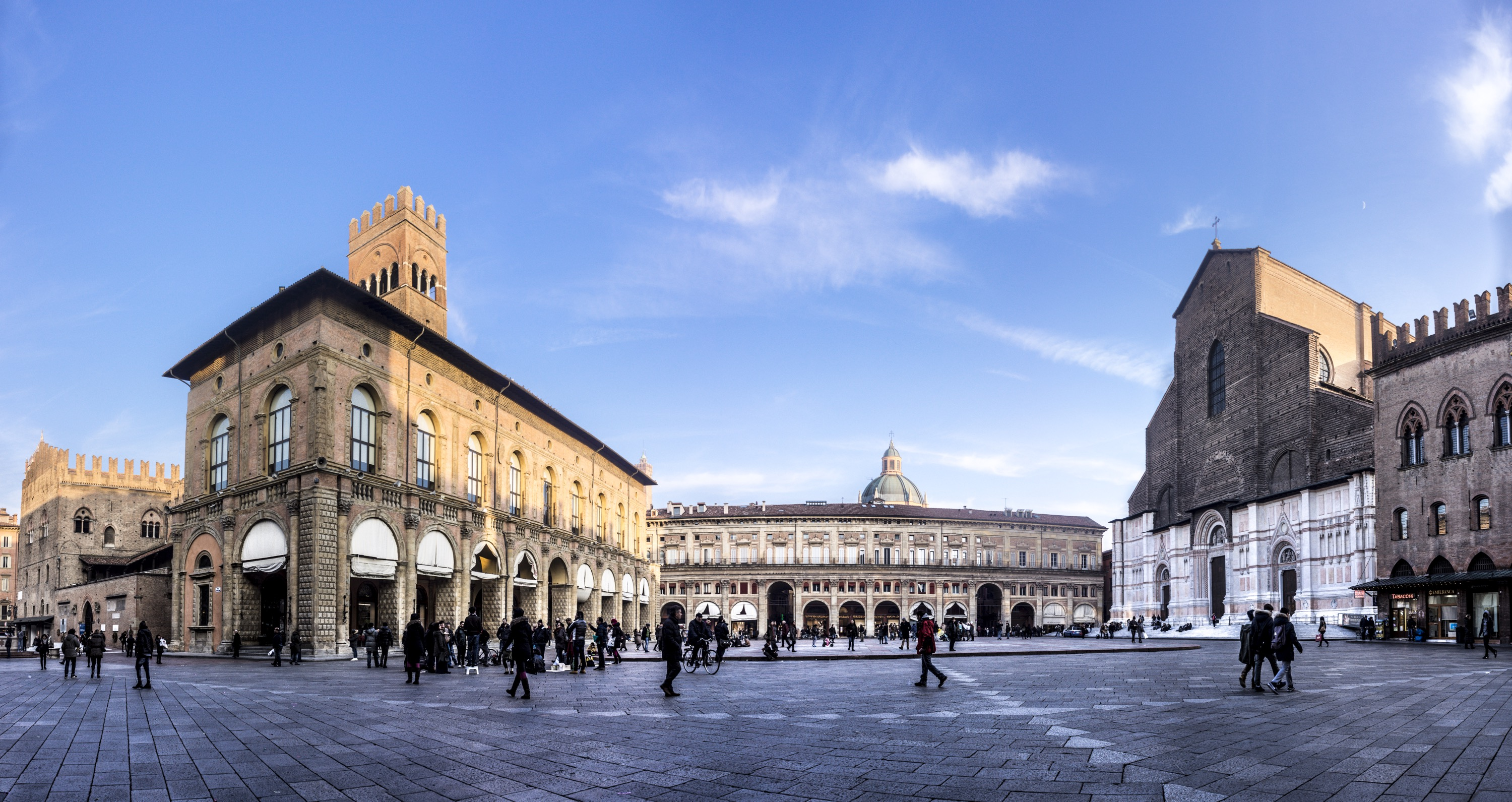
マッジョーレ広場

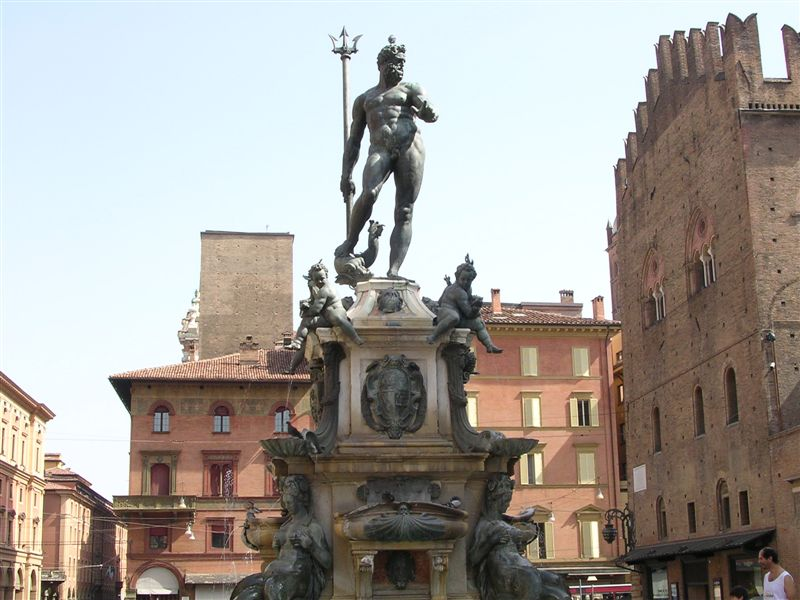
ジャンボローニャが製作したネットゥーノの泉

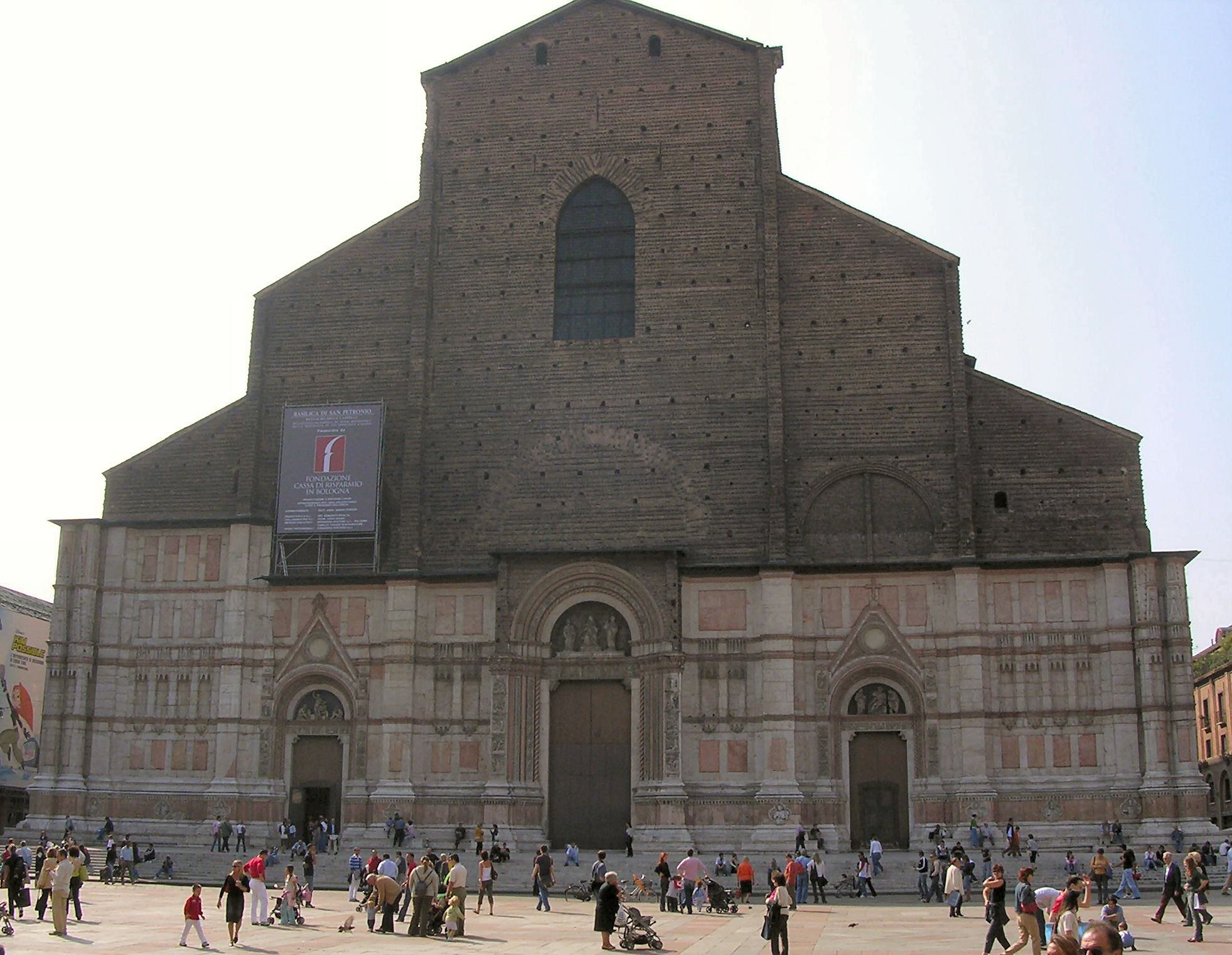
サン・ペトロニオ大聖堂

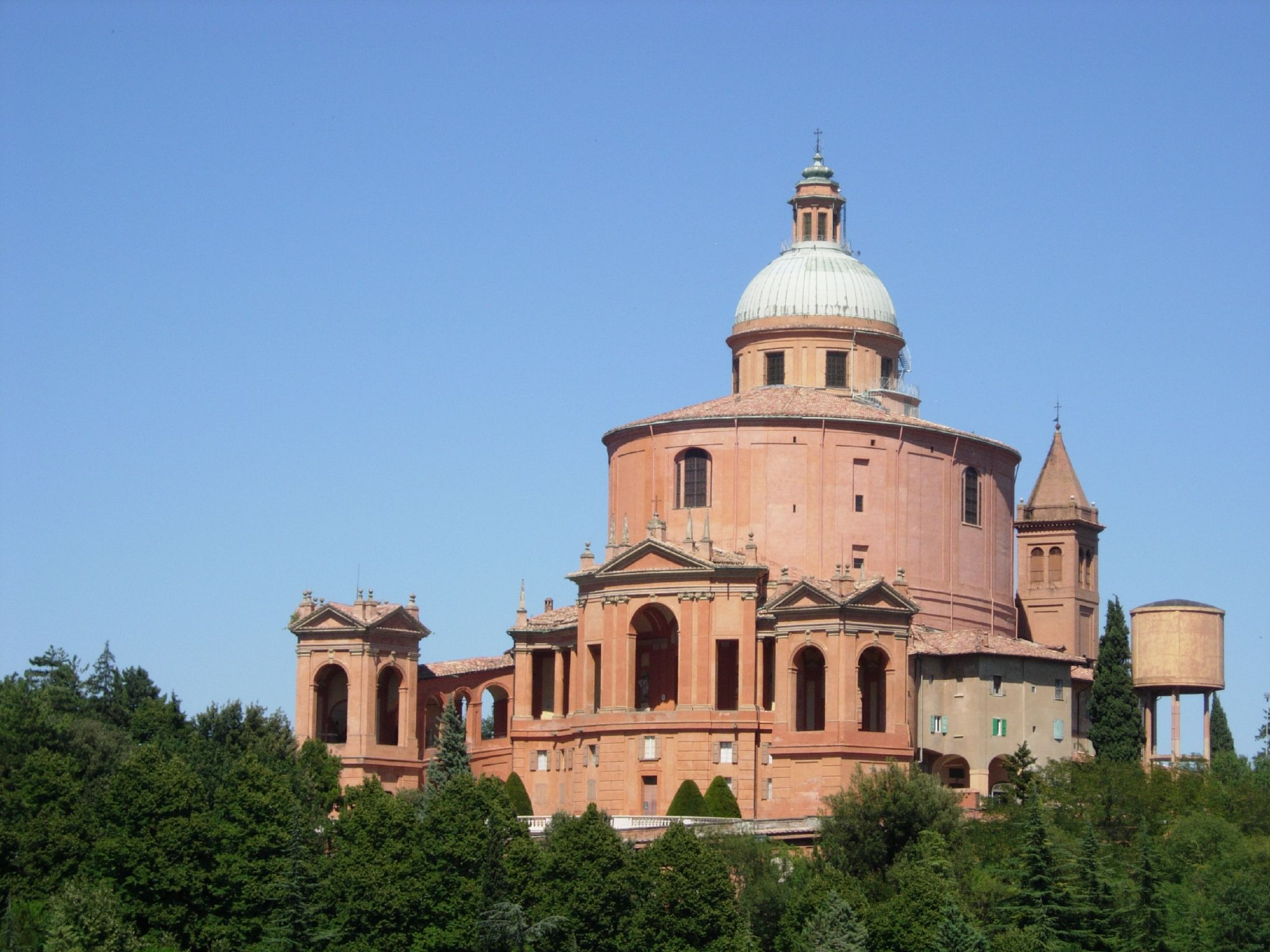
サントゥアリオ・デッラ・マドンナ・ディ・サン・ルーカ

### イタリア王国時代
ナポレオン・ボナパルトが台頭すると、ボローニャはチスパダーナ共和国の首都となり、続くチサルピナ共和国とイタリア王国時代には、ミラノに次ぐ第2の都市となった。ナポレオン没落後、ボローニャでは教皇庁支配が復活したが、1831年と1849年には、1860年まで市を支配したオーストリア帝国の駐留兵が一時的に追放されるほどの反乱が起こった。
1857年に教皇ピウス9世はボローニャを訪問したが、市は1859年6月12日にサルデーニャ王国への併合に賛成し、イタリア統一運動に合流した。新たな政治状況の下、ボローニャはその文化的重要性を高め、商業、産業、通信の重要拠点となっていった。人口は再び増え始め、20世紀初頭には新たに増えた人口に対処するために、古い市壁が一部を残して破壊された。
第二次世界大戦においてイタリアが連合国軍に降伏し、イタリア北部がイタリア社会共和国とドイツ軍の影響下に入った1943年以降、ボローニャはドイツ軍の重要な輸送拠点だった。
その結果、1944年1月29日にアルキジンナジオ館を襲った空撃によって、バルトロメオ・チェージの手によって書かれたフレスコ画の大部分は失われ、1945年4月21日のアメリカ陸軍第34歩兵師団によるボローニャ攻略は、ポー川谷を開放し、ドイツ軍の北イタリア防衛線の崩壊につながった。

### 冷戦期
第二次世界大戦後は東西冷戦の中、1960年代から1980年代にかけてイタリア共産党を中心とした左派革新政党が市政を握った。
ボローニャは、フィレンツェと並びイタリアにおける左派勢力の牙城となったものの、これらの勢力と、イタリア社会運動や「ロッジP2」などの右派勢力の思惑が衝突する舞台となってしまう悲劇にも見舞われた。
1977年3月11日、警官が学生運動家フランシスコ・ロルッソを殺害したことを受けて、ボローニャにおいて抗議運動が発生した。
1980年8月2日に、極右勢力が仕掛けた強力な爆弾がボローニャ中央駅で爆発し86人の死者を出した（ボローニャ駅爆破テロ事件）。

### 現在
1990年代に入り冷戦が終結した後にはこの様な対立は収まったものの、現在も革新政党が比較的高い人気を保ち続けている。
現在のボローニャは、強力な工業都市としての伝統と、交通の要所であることからイタリア有数の繁栄した都市となり、イタリア国内での生活の質の高さは常に10位以内に入る。また、観光資源の豊富さとアクセスの良さから観光地としても栄えている。

## 行政

### 分離集落
ボローニャには、以下の分離集落（フラツィオーネ）がある。
- Barbiano, Bertalìa, Borgo Panigale, Casaglia, Calamosco, Casteldebole, Corticella, Gaibola, Lavino di Mezzo, Monte Donato, San Luca, San Ruffillo, Paderno, Rigosa, Sabbiuno di Montagna, San Nicolò di Villola, San Sisto

## 対外関係

### 姉妹都市･提携都市
| - - コヴェントリー、イギリス - - ハリコフ、ウクライナ - - ラプラタ、アルゼンチン - - ライプツィヒ、ドイツ - - セントルイス、アメリカ合衆国 - - テッサロニキ, ギリシャ - - プラハ、チェコ - - サン・カルロス、ニカラグア - - サンルイ、セネガル | - - トゥールーズ, フランス - - トゥズラ, ボスニア・ヘルツェゴビナ - - バレンシア、スペイン - - ザグレブ、クロアチア - - ポートランド (オレゴン州)、アメリカ合衆国 - - 浜松市、日本 - - 板橋区、日本 - 2005年7月7日 友好都市交流協定調印 1981年、板橋区立美術館で「ボローニャ国際絵本原画展」を開催したのが契機となり、絵本を通じた交流が始まる。25周年を期して協定締結。 |

## 経済

### ボローニャ発祥の企業
- ドゥカティ
- マラグーティ
- ランボルギーニ
- マセラティ
- ア・テストーニ
- マイアーニ
- フルラ

## 教育

### 大学
ボローニャ大学は1088年創立で、ヨーロッパ最古の大学であり、中世を通じヨーロッパの英知の中心地であり続けた。装飾を施された写本と、13世紀から14世紀にかけ市内で作られた法学者の墓によって中世美術のユニークな遺産の範例となった。これらは有名な中世の研究所に対する文化的背景を提供するものである。ストゥディウムは、どの講師も個々の学生から手当を集めて教育する制度をゆるやかに組織したもので、元々この大学から知られるようになった。初期の大学のストゥディウムの状況は市の至る所に広まって、多様なカレッジが特殊な国籍の学生を支援するため創設された。
ナポレオン時代、大学本部は市中心部から北東部である現在のヴィア・ザンボーニへ移された。今日、大学の23の学部、68の学科、そして93の図書館は市を超えて広がり、チェゼーナ、フォルリ、ラヴェンナ、リミニに4つの分校がある。大学に在籍していた学生の中で有名なのは、ダンテ・アリギエーリ、ペトラルカ、トマス・ベケット、教皇ニコラウス5世、エラスムス、ピエトロ・ヴェルミリ、コペルニクスらである。1732年に任命されたラウラ・バッシは、ヨーロッパの大学で公式に講義を命じられた初の女性となった。さらに近世では、ルイージ・ガルヴァーニ、グリエルモ・マルコーニも大学で活動した。ボローニャ大学はイタリアで最も尊敬され、活動の盛んな高等教育機関の一つにとどまっている。ボローニャ大学ができた日から、ボローニャは今も大学都市であり続け、市の人口は、学期に講義が行われるときには40万人から50万人以上にふくれあがる。
大学の植物園オルト・ボタニコ・デッルニヴェルシタ・ディ・ボローニャは、1568年につくられた。これはヨーロッパで4番目に古い。

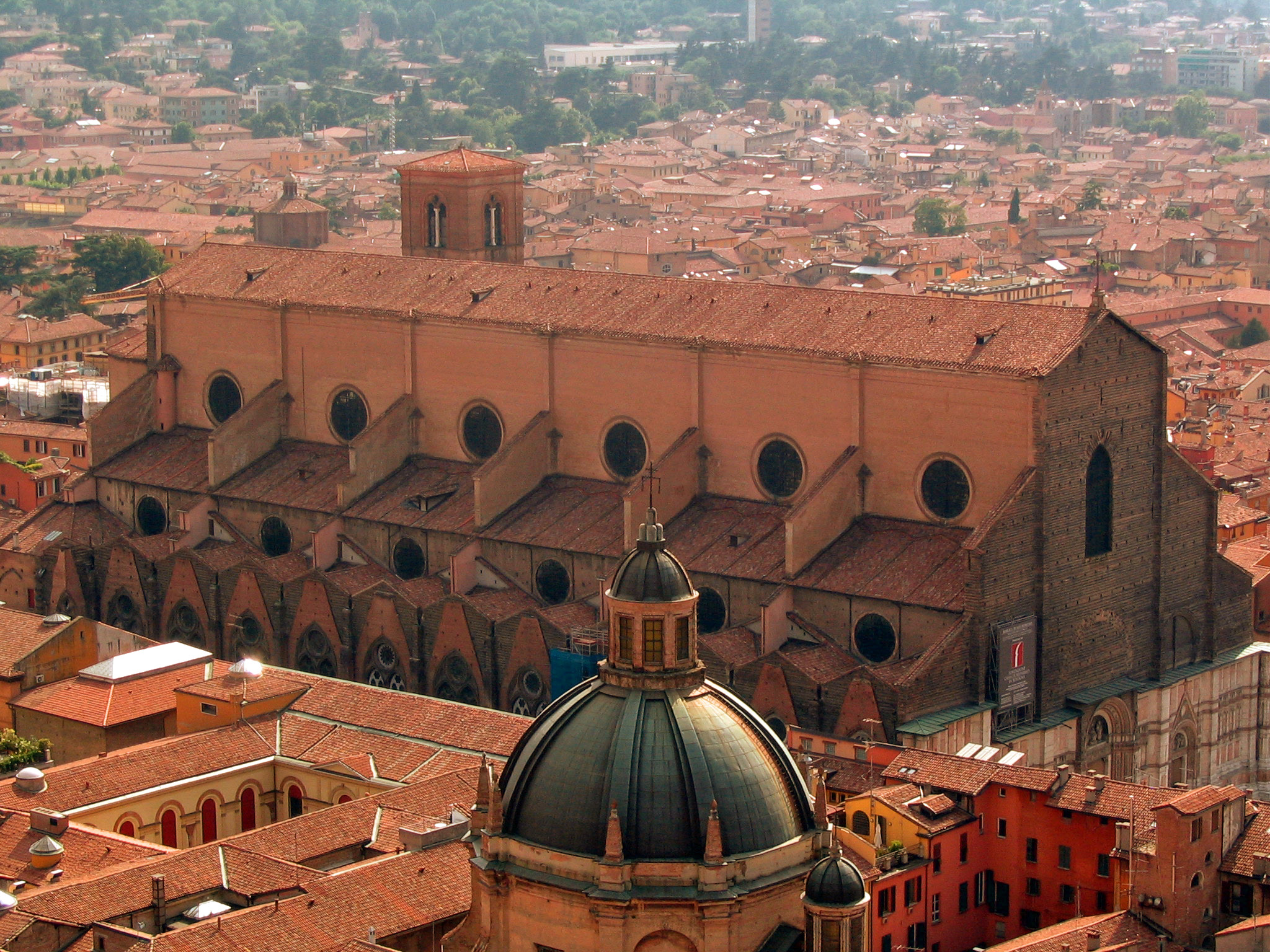
サン・ペトロニオ教会

アクセス・マップ

## 交通

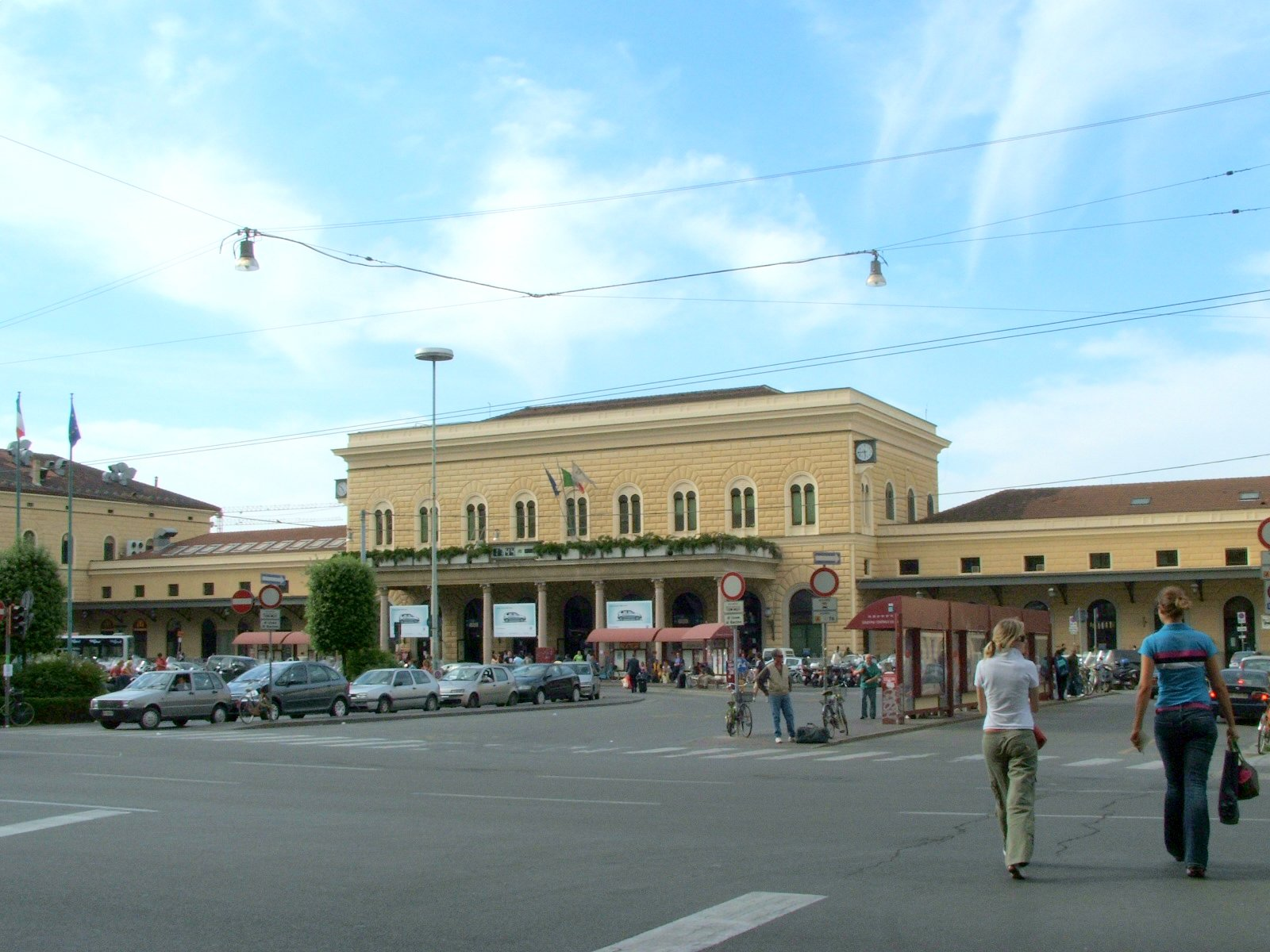
修復されたボローニャ中央駅

### 空港
ボローニャには、グリエルモ・マルコーニ国際空港がある。この空港は2004年に拡張された結果、さらに大きな機体を収容する滑走路が整備されたイタリア有数の繁忙空港となっている（2007年度は4000万人以上が利用した）。 

### 鉄道
ボローニャ中央駅は、市の重要な位置ゆえにイタリア最重要のハブ駅とみなされている。ボローニャの各駅は、1980年8月に85人もの死者を出した極右爆弾テロ事件（ボローニャ駅爆破テロ事件）の慰霊碑を備えている。

### 道路

#### 高速道路
イタリアの国土を南北、また東西に結ぶ複数の高速道路が市内と市街地を通っており、ボローニャの活発な製造業と併せ、イタリアの流通の要所としての顔を併せ持つ。

## 観光
19世紀初頭まで、大規模な都市再建計画が着手されず、ボローニャは欧州有数の保存状態の良い中世都市に数えられている。今日、歴史的価値において一風変わった存在である。1944年にはかなりの空爆を受けているにもかかわらず、ボローニャ歴史地区はルネサンス、バロック時代の重要な芸術作品の豊かさをとどめている。
ボローニャはエトルリア人都市、そしてローマ植民地として、エミリア街道に沿って発展してきた。エミリア街道は今もストラーダ・マッジョーレ、リッツォーリ、ウーゴ・バッシ、そしてサン・フェリーチェという通り名に変わって市内を真っ直ぐ走っている。そのローマ時代の遺産のため、ボローニャ中心の通りは、ローマ人定住地の碁盤の目模様に従い現在広範囲に敷石が敷かれている。
原型のローマ時代の城壁は、一部が今も見られる高さのある中世の防衛設備によって取って代わられた。そして最後の城壁は13世紀に建てられ、これらの多くの部分が現存する。20以上ある中世の防衛用塔は、一部（ガリセンダの塔など）が危険な状態に傾いており、200年以上たった残りの塔は今世紀に再建され、統合された市政府によってセキュリティーが付けられた。
ボローニャは数多くの重要な教会がある。 
- サン・ペトロニオ大聖堂
- サン・ピエトロ聖堂
- サント・ステファノ教会
- サン・ドメニコ教会[15]
- サン・フランチェスコ教会
- サンタ・マリア・デイ・セルヴィ教会
- サン・ジャコモ・マッジョーレ教会
- マドンナ・ディ・サン・ルカ教会
- サン・ミケーレ・イン・ボスコ教会
- サン・パオロ教会

マドンナ・ディ・サン・ルカ教会は市街の外側であるコッレ・デッラ・グアルディア地区（警備の丘）にある。教会は11世紀に建てられ、14世紀と18世紀にさらに拡張された。内部には数点の絵画が納められ、聖母子とルカを描いた絵画が含まれる。この教会へ向かう最適の方法は、徒歩となる。

### ポルチコ

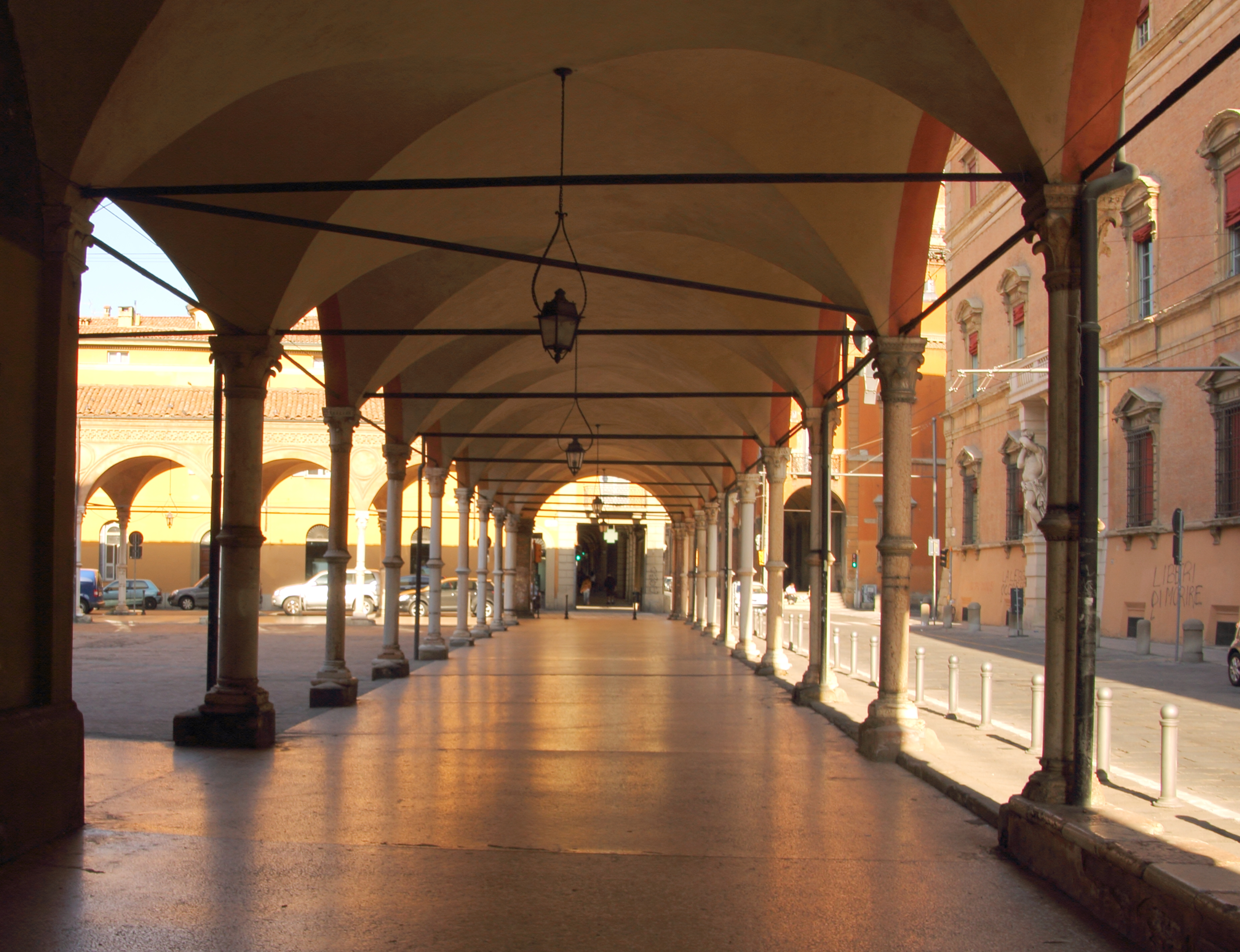
ポルチコ

都市景観はさらに優雅であり、長く伸びたアーケード（またはポルチコ、屋根付き柱廊）などで市を有名にしている。市の歴史地区にあるアーケードは全長で38kmある（厳密には45km以上）。降雨、降雪、または真夏の日差しを避けて長い距離を歩くことが可能である。サン・ルカのポルチコはサラゴッサ門につながっていて（中世に旧市壁に12箇所の門が建設されており、その1つ）、全長7.5kmある。2021年、ボローニャのポルチコは世界遺産に登録された。

## 文化
数世紀以上、ボローニャはその文化的特徴を表す多くのニックネームを獲得してきた。
『学問都市』（ラ・ドッタ）は、有名なボローニャ大学と、それが街に醸し出している空気感を表している。世界最古の総合大学と言われ、イルネリウスのような名の知られた中世の学者が教え、ダンテ・アリギエーリ、ジョヴァンニ・ボッカッチョ、フランチェスコ・ペトラルカも学んだ場所であり、現在でもイタリア各地だけでなく、世界各国から留学生がやって来ている。世界的なシンポジウムや学会などの開催地となる機会も多い。
『肥満都市』（ラ・グラッサ）はその食文化にちなむ。
『赤い都市』（ラ・ロッサ）とは、元々は歴史地区の屋根の色を指す言葉だった。しかし、このニックネームは第二次世界大戦開戦後の市の政治的状況とつながった別名でもある。1999年に中道右派の市長が選出されるまで、市は社会主義と共産主義の牙城として有名だった。中道左派が、セルジオ・コッフェラティを選出した2004年市長選で勢力を再獲得した。ボローニャは、公共交通の自由化構想の経験をした最初の欧州都市の一つである。
スポーツに関しては『籠の都市』というニックネームが与えられている。（ボローニャはイタリア都市には珍しくバスケットボールが盛んで、市の一二を争うバスケットボール・クラブ・チーム、フォルティトゥド・ボローニャとヴィルトゥス・ボローニャの対戦は激しい。サッカー人気も高く、ボローニャFCは現在セリエAである。ヨーロッパ屈指の強豪であるIBL・フォルティチュード・ボローニャ1953を擁す。
ボローニャは、2006年5月29日、UNESCOによって音楽都市として登録された。

### 美食

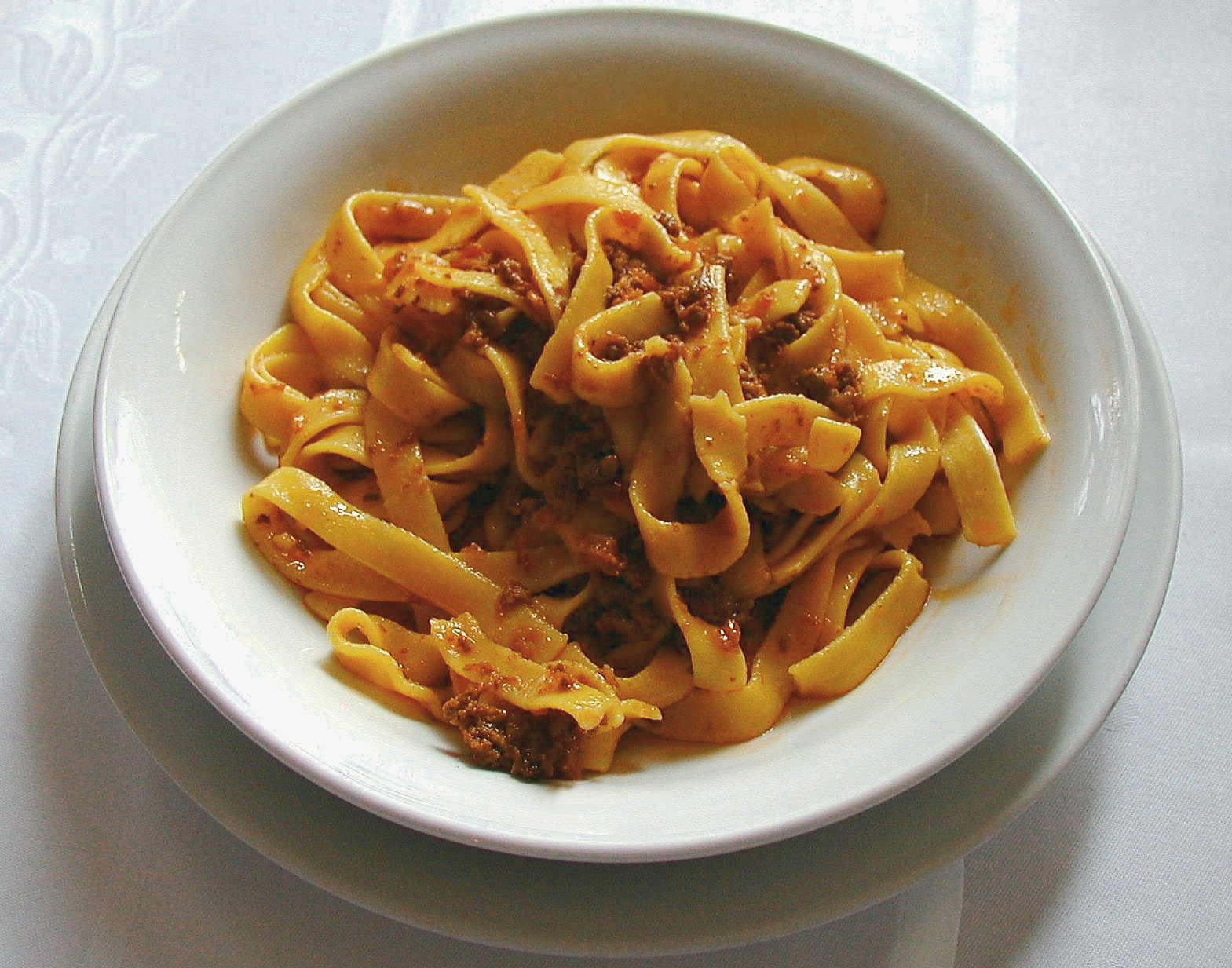
ラグー・アッラ・ボロニェーゼであえたタリアテッレ

ボローニャは美食の都として知られている。スパゲティのソースとして広く知られるボロニェーゼは、肉をベースとしたパスタ・ソースで、イタリアではラグー・アッラ・ボロニェーゼ (ragù alla bolognese) と呼ばれている。しかし、ボローニャではタリアテッレ・アル・ラグー (Tagliatelle al ragù) のラグーがラグー・アッラ・ボロニェーゼとされている。
肥沃なポー川谷に位置し、豊富な地元料理は肉とチーズを多用する。エミリア＝ロマーニャ州全土で、プロシュート、モルタデッラ（いわゆる「ボローニャソーセージ」）、サラーメといった豚肉加工品の生産は、地元食品産業の重要な部分となっている。近郊のブドウ畑では、ピニョレット・デイ・コッリ・ボロネージ、ランブルスコ・ディ・モデナ、サニオヴェーゼ・ディ・ロマーニャといったワインが知られる。
タリアテッレ・アル・ラグー、ラザーニャ、スープの中に使われるトルテッリーニ、ボローニャ特産ソーセージのモルタデッラは、地元料理の代表である。

### サッカー
イタリアサッカーリーグのセリエAのボローニャFCの本拠地。かつて中田英寿や冨安健洋が在籍していた。

## 出身関連著名人

### 著名な出身者
- ヤコポ・ダ・ボローニャ - 14世紀のトレチェント音楽の音楽家。
- ルドヴィーコ・カラッチ - 16-17世紀の画家・版画家。アンニーバレの従兄。
- アゴスティーノ・カラッチ - 16-17世紀の画家・版画家。アンニーバレの兄。
- アンニーバレ・カラッチ - 16-17世紀、バロック期の画家。ボローニャ派の代表的画家のひとり。
- アドリアーノ・バンキエリ - 16-17世紀の作曲家・音楽理論家。
- グイド・レーニ - 17世紀、バロック期の画家。
- グリエルモ・マルコーニ - 19-20世紀の発明家。無線電信を開発。
- オットリーノ・レスピーギ - 19-20世紀の作曲家・音楽学者・指揮者。
- ピエル・パオロ・パゾリーニ - 20世紀の映画監督。
- プピ・アヴァティ - 映画監督。
- ルカ・ディ・モンテゼーモロ - 実業家。フィアット社、フェラーリ社、マセラティ社の元会長。
- ピエルルイジ・コッリーナ - サッカー審判員。
- アレッサンドロ・ザナルディ - F1レーサー。
- マルコ・アピチェラ - F1レーサー。
- マックス・アンジェレッリ - レーサー。
- カルロ・フォルリヴェジ - 現代音楽作曲家。
- ジャンルカ・パリュウカ - サッカー選手。元イタリア代表GK。
- クリスチャン・ヴィエリ - サッカー選手。
- ロベルト・レガッツィ - 弦楽器製作者。

## ギャラリー

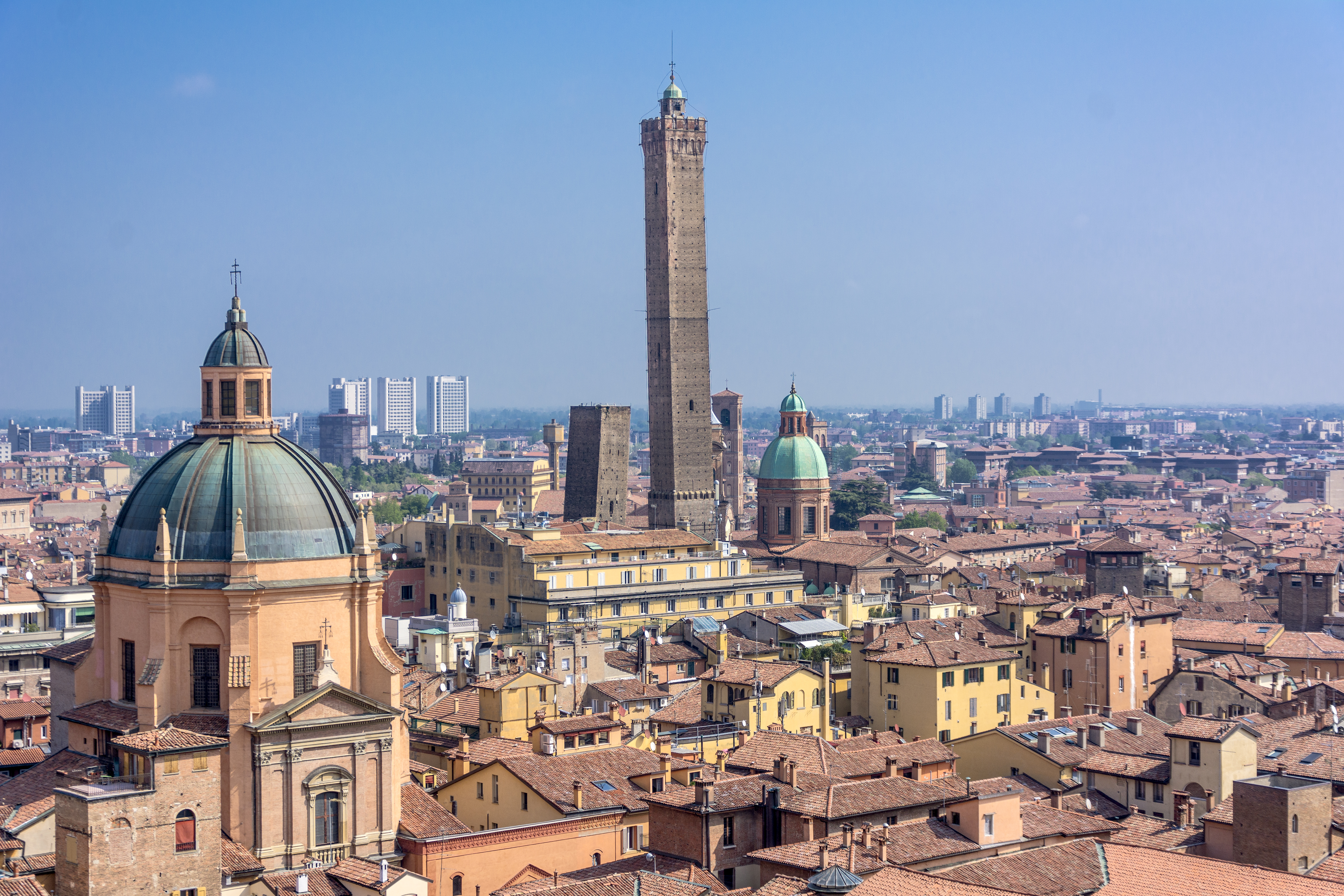
ボローニャのスカイライン
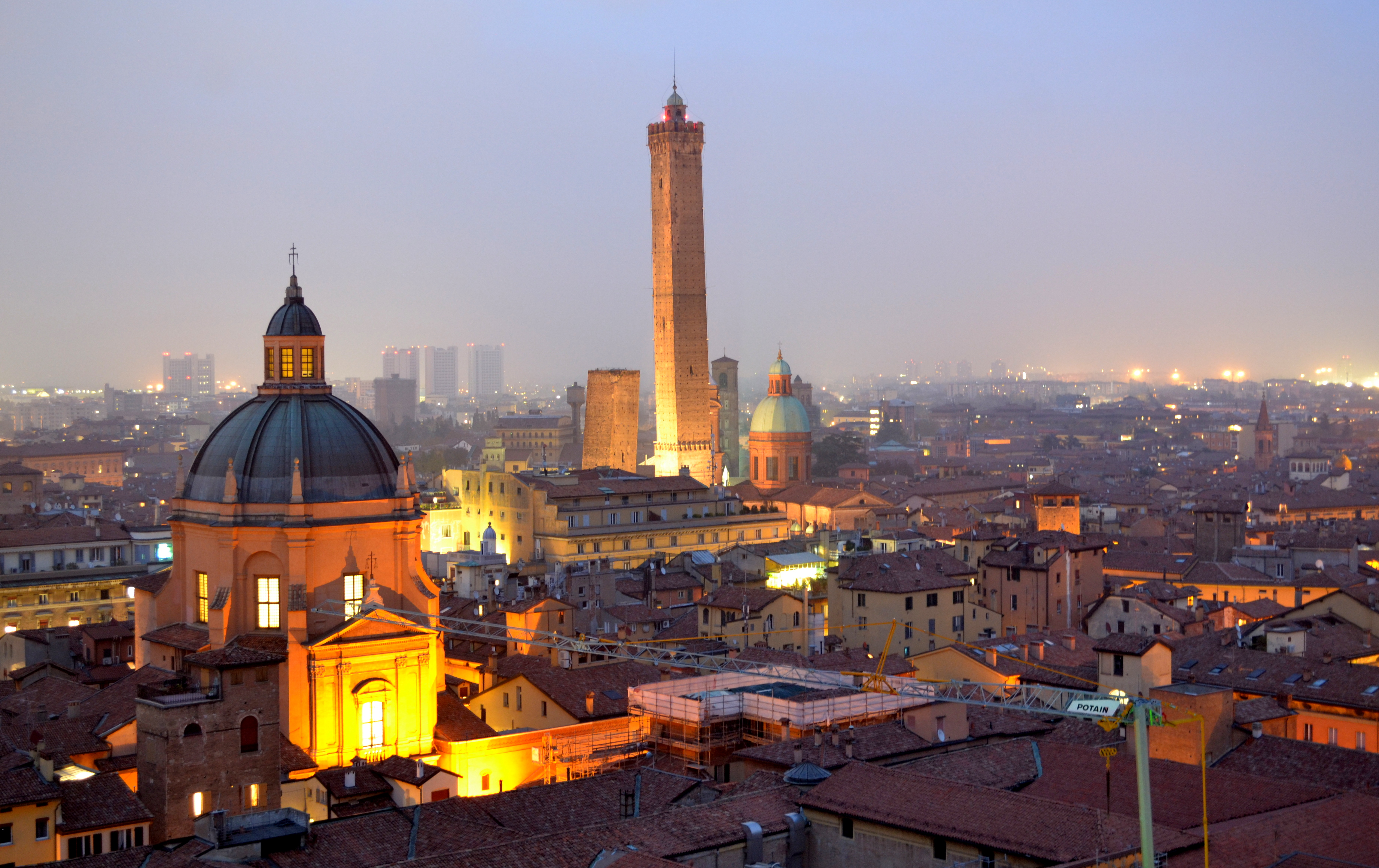
ボローニャの夕景

## 関連項目

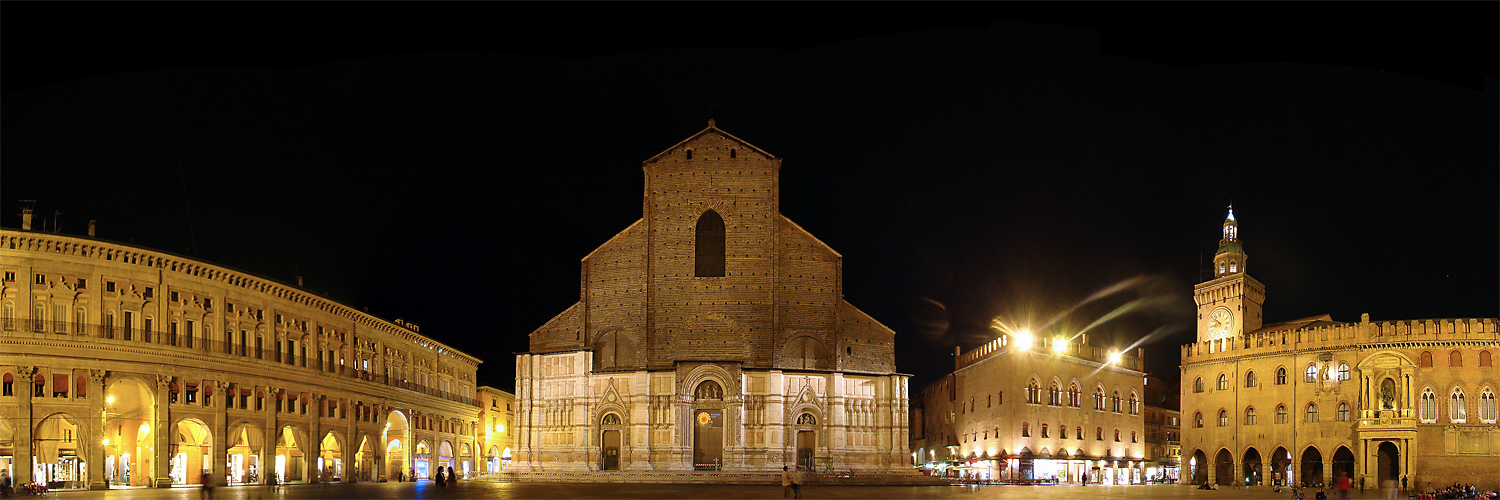
マッジョーレ広場より左からパラッツォ宮殿、サン・ペトロニオ大聖堂、ノタイ宮殿、アックルシオ宮殿